# Enova SF
Enova ist ein 2001 gegründetes norwegisches Staatsunternehmen (Statsforetak)  mit Sitz in Trondheim, das im Energiebereich den Übergang zu einem umweltfreundlicheren Verbrauch und einer nachhaltigen Produktion vorantreiben soll. Gleichzeitig soll die Gesellschaft die Versorgungssicherheit verbessern. Im Jahr 2018 ging die Verwaltung des Unternehmens vom Öl- und Energieministerium zum Klima- und Umweltministerium über.

## Ziele
Die Gesellschaft verfolgt einen breit gefassten Regierungsauftrag, um sowohl die praktische Nutzung erneuerbarer bzw. ressourcenschonender Energiequellen zu fördern als auch allgemein das entsprechende Wissen in der Bevölkerung zu verankern. Zu den ausformulierten Zielen gehören:
- effizientere und flexiblere Energienutzung
- verstärkte Nutzung anderer Energieträger als Strom, Erdgas und Heizöl
- verstärkte Nutzung neuer Energieressourcen, einschließlich der Wiederverwendung von Energie und Bioenergie
- Einführung und Entwicklung neuer Energie- und Klimatechnologien und Lösungen
- gut funktionierende Märkte für effiziente und umweltfreundliche Energielösungen
- verstärktes Allgemeinwissen in der Gesellschaft hinsichtlich der Möglichkeiten zur Nutzung von effizienten und umweltfreundliche Energielösungen
- reduzierte Emissionen im Transportsektor

## Maßnahmen und Mittel
Die staatliche Energieagentur setzt zur Zielerreichung im Wesentlichen auf zwei Mittel. Dazu gehört auf der einen Seite die Beratung privater Haushalte und von privatwirtschaftlichen Unternehmen bei Energiesparmaßnahmen. Auf der anderen Seite setzt Enova auf Finanzinstrumente und finanzielle Anreize zur Stimulierung des Marktes. Dazu gehöre z. B. Programme für Heizzentralen und die Förderung der Biogasproduktion (gewerbliche Akteure) sowie die Investitionsförderung für Luft-Wasser-Wärmepumpen und ein Zuschuss für die Abschaffung von Ölkesseln und -heizungen (Privathaushalte).
Der Umfang der Förderung ist dabei von der Technologie bzw. Maßnahme abhängig und variiert von „individuell/projektabhängig“ (in der Kategorie „Industrie“ beispielsweise bei der Einführung neuer Technologie zur Steigerung der Energieeffizienz) über die anteilige Finanzierung der Kosten einer Maßnahme bis zu einem Höchstsatz (in der Kategorie „gewerbl./öffentliche Gebäude“ beispielsweise 50 % der dokumentierten Kosten bzw. max. 1 Mio. NOK für die Konzeptentwicklung für innovative Energielösungen in Gebäuden und die Interaktion
zwischen Gebäuden, Energiesystem und Transport) bis hin zu konkreten Vorgaben (beispielsweise max. 200.000 NOK bei einer Energieeinsparung von 1–10 GWh/Jahr bei der Einführung von Energiemanagement-Programmen in Industrie, Transportsektor und Anlagenbau in der Kategorie „Industrie“).
Die Mittel stammen dabei im Kern aus dem Energiefonds (Grunnfondet for fornybar energi), dessen Einnahmen sich aus einer Pflichtabgabe auf Stromtarife und aus der Zuweisung aus dem Staatshaushalt ergeben. Im Jahr 2014 kamen insgesamt 1.957 Mio. NOK zusammen, was (mit dem Wechselkurs vom 31. Dezember 2014) ca. 216 Mio. EUR entspricht. Im Jahr 2009 lag die Förderung im Windkraftbereich bei insgesamt 1.068 Mio. NOK, was die Gewinnung von 453 GWh „sauberen Stroms“ stützte.